# Буквокрылый дымчатый коршун
Буквокрылый дымчатый коршун (лат. Elanus scriptus) — вид хищных птиц из семейства ястребиных. Подвидов не выделяют. Эндемик Австралии. Небольшой коршун, по форме тела напоминающий сокола, в основном белого и серого цвета, с относительно крупной округлой головой, серыми крыльями, толстой чёрной полосой вдоль нижней поверхности крыльев, длинными и довольно широкими заострёнными крыльями и коротким белым хвостом с квадратным или слегка зазубренным кончиком. Достигает длины 34—37 см и массы от 217 до 422 г, размах крыльев составляет 84—89 см; самки немного тяжелее самцов.

## Описание
Буквокрылый дымчатый коршун достигает длины 34—37 см; размах крыльев составляет 84—89 см. Самцы весят 217—233 г ( среднем 289 г); а самки немного тяжелей и весят от 290 до 422 г (в среднем 343 г). Близкий вид — черноплечий дымчатый коршун.

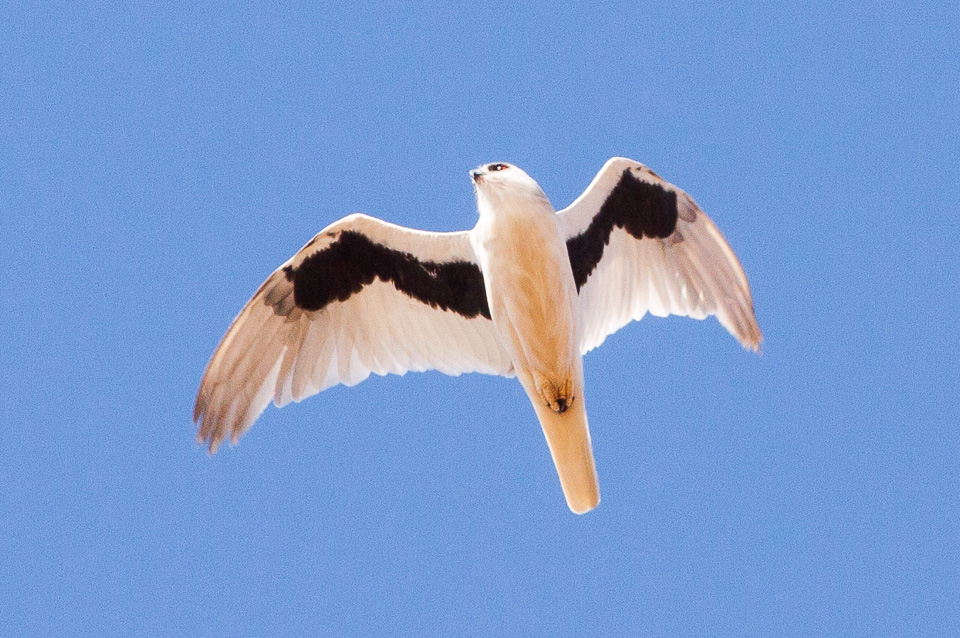
Взрослая особь в полёте. Видны чёрные полосы под крыльями

Взрослые особи в основном белого цвета, спина и крылья светло-серые. На крыле имеется чёрное пятно, идущее от запястья до туловища; под крылом также проходит чёрная полоса от запястья к туловищу. Макушка и затылок сероватого цвета; у самцов макушка белее, чем у самок. Перед глазами расположено чёрное пятно, продолжающееся в пространстве вокруг больших красных глаз. Восковица цвета, переходящего от тёмно-серого к чёрному. Ноги кремового цвета. У молодых особей голова, грудь и спина коричневатые и глаза коричневого цвета.

## Образ жизни
Обычно ведёт ночной образ жизни. Днём преимущественно сидит на лиственных деревьях, всегда настороже. Обитает среди обсаженных деревьями водотоков и прилегающих лугов восточной засушливой зоны. Летает медленно, планирует на приподнятых крыльях, для длительных полётов держит крылья неподвижными, подняв выше тела. Издаёт слабый свист и резкие хрипящие звуки.

## Распространение и места обитания
Эндемик Австралии. Естественными местами обитания являются заросшие редким лесом сухие луга и равнины в засушливых и полузасушливых зонах; иногда залетает на открытые участки на побережье. Встречается на высоте от уровня моря до 1000 м над уровнем моря. Гнездится в засушливых прибрежных лесах, а днем устраивается на ночлег в акациях и эвкалиптах.